# Giuseppe Spatz
Giuseppe Spatz (Neunkirchen am Brand, 31 gennaio 1849 – Milano, 14 novembre 1909) è stato un imprenditore e politico tedesco naturalizzato italiano.

## Biografia
Nacque a Neunkirchen am Brand in Baviera il 31 gennaio 1849 da Giovanni Spatz e Maria Anna Walz.
Trasferitosi a Milano sposò qui nel 1874 Caterina Wuerms, originaria di Wiesbaden in Germania.
Fu proprietario e direttore del Grand Hotel et de Milan, in via Manzoni 29, dal 1870 circa.
Grande melomane e proprietario di un palco al Teatro alla Scala, ospitò nel suo albergo dal 1872 fino alla sua morte nel 1901 Giuseppe Verdi.
Dopo avere tentato invano di acquistare una vicina casa di tolleranza, aggiunse un piano (il quarto) affidando il progetto all’architetto Giovanni Giachi e all'ingegner Francesco Bellorini, realizzato nel 1880. Alla morte di Verdi donò gli abiti del compositore a Casa Verdi. Fece fare un ritratto di Verdi sul letto di morte al pittore Carlo Stragliati, che aveva sposato la figlia del suo socio Emanuele Suardi.
A fine Ottocento dotò l’albergo di un servizio telegrafico e postale, unico nella città, attirando così diplomatici e uomini d’affari.
Tra il 1900 e il 1901 affidò la ristrutturazione del piano terreno all’arch. Augusto Brusconi e all’ing. Francesco Bellorini.
Fu proprietario di un palco al Teatro alla Scala dal 1894 al 1909 che passò poi alla figlia Olga.
Fu consigliere del Comune di Milano.
Fondò nel 1903 insieme all’albergatore Emanuele Suardi, proprietario dell’Hotel Cavour in piazza Cavour 10 a Milano (dove ora c'è il Centro Svizzero), la Società generale degli alberghi di Montecatini Spatz-Suardi che costruì il Grand Hotel la Pace e di cui fu presidente.
Nel 1907 era presidente delle Terme di Salice di cui era il secondo maggior azionista, costituita nel 1901 . Era inoltre presidente del Kursaal Diana di Milano e del Kursaal di Rapallo e vicepresidente della Società dei Grandi Alberghi di San Pellegrino, consigliere di amministrazione di Villa d’Este e della Società dei bagni di Bormio.
La figlia Olga Spatz (1877-1940) sposò nel 1896 il compositore Umberto Giordano a cui fu presentata da Verdi. Giuseppe Spatz acquistò per loro nel 1904 la Villa Fedora a Baveno dove vissero fino al 1924 quando si trasferirono a Milano..
Giuseppe Spatz morì a Milano il 14 novembre 1909 e fu sepolto al Cimitero Monumentale di Milano.